# Старий Гродкув
Старий Гродкув (пол. Stary Grodków, нім. Alt Grottkau) — село в Польщі, у гміні Скорошиці Ниського повіту Опольського воєводства.
Населення — 453 особи (2011).

## Демографія
Демографічна структура станом на 31 березня 2011 року:
|          | Загалом | Допрацездатний вік | Працездатний вік | Постпрацездатний вік |
| -------- | ------- | ------------------ | ---------------- | -------------------- |
| Чоловіки | 224     | 41                 | 156              | 27                   |
| Жінки    | 229     | 38                 | 129              | 62                   |
| Разом    | 453     | 79                 | 285              | 89                   |